# Juan Cazares
Juan Ramón Cazares Sevillano (Quinindé, Esmeraldas, Ecuador; 3 de abril de 1992) es un futbolista ecuatoriano. Juega como centrocampista y su equipo actual es Independiente del Valle de la Serie A de Ecuador.

## Trayectoria

### Inicios
Cazares nace en Quinindé Esmeraldas, pero posteriormente junto a su familia se mudan a la ciudad de Guayaquil, donde en 2006 se prueba en el Barcelona Sporting Club, equipo que le abriría las puertas y jugaría hasta finales de 2008 como juvenil, es aquí cuando decide buscar oportunidades en otro equipo, y se une al Norte América de Guayaquil, club considerado como intermediario en la venta de jugadores.  En ese mismo año ficha por el Independiente José Terán (actualmente Independiente del Valle) según lo informó la Revista Estadio del Ecuador.

### River Plate
Debido a sus grandes actuaciones es transferido a las divisiones menores de River Plate, donde es figura de la reserva.
El 7 de diciembre de 2011 tuvo su debut oficial con el conjunto millonario frente a Defensores de Belgrano, por la Copa Argentina, donde ingresó en los últimos 4 minutos. El 1 de julio de 2012 con un equipo Sub-20 de River Plate se consagró campeón de la Copa Libertadores Sub-20, siendo el mejor jugador del torneo en el que marcó 4 goles. Gracias a la actuación en la Copa Libertadores Sub-20, Matías Almeyda lo tendría en cuenta para jugar en la Primera División del millonario.
Debutó en el Torneo Inicial 2012 contra San Lorenzo en el empate 0-0, sustituyendo a Manuel Lanzini.
| Edición                          | Sede | Partidos | Goles |
| -------------------------------- | ---- | -------- | ----- |
| Copa Libertadores Sub-20 de 2012 | Perú | 6        | 4     |

### Barcelona S. C.
El 14 de febrero de 2013 el entrenador de Barcelona Gustavo Costas confirma la vinculación a préstamo de Cazares al club donde se inició futbolísticamente, pese a que tenía ofertas de Liga Deportiva Universitaria, Deportivo Cuenca y de varios clubes europeos y brasileños entre ellos el Santos de Brasil, finalmente la directiva lo anuncia de manera oficial el 2 de marzo después de pasar los chequeos médicos marcó su debut el 10 de marzo en la victoria de Barcelona 1x0 sobre Macará. Sin embargo, Cazares no tuvo continuidad en el club guayaquileño, jugando solo dos partidos en la primera parte de la temporada.  

### Banfield
Para la temporada 2013-14 sería prestado al Club Atlético Banfield que militaba en el torneo de Primera B Nacional de Argentina a pedido del entrenador Matías Almeyda, quien había hecho debutar a Cazares. Almeyda le daría continuidad al enganche ecuatoriano, quien demostraría su gran calidad técnica y potencial, consiguiendo el ascenso y el título de la Segunda División con su equipo el 2013-14.

### Atlético Mineiro
El 22 de diciembre de 2015, la prensa ecuatoriana anunció el acuerdo del jugador con el Atlético Mineiro. El club de Minas Gerais compró el 50% de los derechos económicos de Cazares que tenía su pase vinculado a Independiente del Valle. Los valores de la negociación fueron de 1,5 millones de dólares, equivalentes a 5,85 millones de reales, al tipo de cambio de la época.
Durante la presentación del elenco el 4 de enero de 2016, Cazares fue presentado como la nueva incorporación del club. El jugador fichó por cuatro temporadas. En el Atlético Mineiro se reencontró con Frickson Erazo, su compañero de la selección ecuatoriana.
En su séptimo partido con la camiseta del alvinegro, anotó su primer gol para su nuevo equipo, en la victoria por 3-0 sobre Colo-Colo.
Justo cuando había sido el plato fuerte del Atlético Mineiro en el Brasileraõ, el jugador sufrió una rotura en el tendón del músculo aductor del muslo derecho, que lo mantuvo alejado del equipo por tres meses.
Cazares fue figura del Mineiro en las cuatro temporadas que estuvo en el club, aunque con altibajos. Fuera de los planes de Jorge Sampaoli rescindió su contrato con el galo en septiembre de 2020, a cambio de renunciar a las cifras adeudadas por retrasos salariales.

### Corinthians
El 25 de septiembre de 2020 firmó un contrato de 9 meses con el Corinthians. Al día siguiente, el jugador ecuatoriano fue presentado oficialmente en el club de São Paulo. Debutó el 30 de septiembre de 2020, en un empate 0-0, frente al Atlético Goianiense, en el Campeonato Brasileño 2020. Cazares llegó a los 25 minutos del segundo tiempo, reemplazando a Luan. Marcó su primer gol para el club el 27 de diciembre de 2020, en una victoria por 2-0, ante el Botafogo por el Campeonato Brasileño de 2020.
El 16 de abril de 2021 se despidió del Corinthians.

### Fluminense
El 12 de abril de 2021 firmó un contrato con Fluminense hasta finales de 2022.
Debutó con el 17 de abril de 2021 en una victoria por 1-0 sobre Botafogo en un partido válido por la décima jornada de la Taça Guanabara, entrando en la segunda mitad.
Su segundo partido con el tricolor fue el 22 de abril en el empate 1-1 ante River Plate, válido por la primera jornada de la Copa Libertadores. Ingresando nuevamente en el segundo tiempo, Cazares cambió la cara del Fluminense, dando una asistencia a Fred para empatar el partido 1-1 y evitar la derrota, además de ser votado como el mejor jugador del partido.

### Metalist Járkov
El 22 de enero de 2022 fue presentado como nuevo fichaje del Metalist Járkov de Ucrania, firmando un contrato hasta finales de 2022.

### Independiente
Tras la invasión rusa de Ucrania, la FIFA permitió que los jugadores puedan emigrar a otros clubes para no quedar parados. Por eso, a pesar de que el mercado de pases no estaba abierto, Independiente pudo ofertarle un préstamo por seis meses y Cazares aceptó. Su vínculo con el Metalist Járkov de Ucrania terminó en junio de 2022. En julio de 2023 rescindió su contrato tras llegar a un acuerdo con el club de Avellaneda.

### América Mineiro
El 22 de agosto de 2023 fue anunciado en América Mineiro de la Serie A de Brasil hasta final de temporada.

### Santos F. C.
El 4 de enero de 2024 fue anunciado por Santos Futebol Clube de Brasil por una temporada, para disputar la Serie B de Brasil. Dejó el club tras rescindir su contrato en julio de ese año.

### Paysandú S. C.
El 2 de julio de 2024 firmó por seis meses con Paysandú Sport Club de Brasil, equipo de la Serie B de Brasil.

### Independiente del Valle
El 18 de febrero de 2025 se anunció su regreso a Ecuador al fichar por Independiente del Valle.

## Selección nacional

### Categorías inferiores
Fue internacional con la selección ecuatoriana en la Copa Mundial de Fútbol Sub-20 de 2011, realizada en Colombia, donde disputó 9 partidos anotando de penal ante Colombia.

#### Participaciones en Sudamericanos
| Campeonato                  | Sede | Resultado    | Partidos | Goles |
| --------------------------- | ---- | ------------ | -------- | ----- |
| Sudamericano Sub-20 de 2011 | Perú | Cuarto lugar | 7        | 1     |

#### Participaciones en Copas del Mundo
| Campeonato                  | Sede     | Resultado        | Partidos | Goles |
| --------------------------- | -------- | ---------------- | -------- | ----- |
| Copa Mundial Sub-20 de 2011 | Colombia | Octavos de final | 4        | 0     |

### Selección absoluta
Debutó con la principal selección ecuatoriana el 6 de septiembre de 2014, en un amistoso contra Bolivia.
Formó parte de la plantilla que jugó en la Copa América 2015 y fue convocado para la Copa América Centenario 2016.

#### Participaciones en eliminatorias
| Eliminatorias      | Sede            | Resultado    | Partidos | Goles |
| ------------------ | --------------- | ------------ | -------- | ----- |
| Eliminatorias 2018 | América del Sur | No clasificó | 8        | 0     |
| Eliminatorias 2022 | América del Sur | Clasificado  | 1        | 0     |

#### Participaciones en Copa América
| Copa              | Sede           | Resultado        | Partidos | Goles |
| ----------------- | -------------- | ---------------- | -------- | ----- |
| Copa América 2015 | Chile          | Fase de grupos   | 2        | 0     |
| Copa América 2016 | Estados Unidos | Cuartos de final | 2        | 0     |

### Partidos internacionales
Actualizado al último partido disputado el 4 de junio de 2021.
| \| N.° \| Fecha \| Ciudad \| Rival \| Resultado \| Resultado \| Competencia \| \| --- \| ----------------------- \| ---------------- \| -------------- \| --------- \| --------- \| ----------------------------------- \| \| 1. \| 9 de septiembre de 2014 \| East Rutherford \| Brasil \| 0-1 \| Derrota \| Amistoso \| \| 2. \| 9 de septiembre de 2014 \| Miami \| Bolivia \| 4-0 \| Victoria \| Amistoso \| \| 3. \| 10 de octubre de 2014 \| Connecticut \| Estados Unidos \| 1-1 \| Empate \| Amistoso \| \| 4. \| 14 de octubre de 2014 \| Harrison \| El Salvador \| 1-5 \| Victoria \| Amistoso \| \| 5. \| 3 de junio de 2015 \| Ciudad de Panamá \| Panamá \| 1-1 \| Empate \| Amistoso \| \| 6. \| 6 de junio de 2015 \| Guayaquil \| Panamá \| 4-0 \| Victoria \| Amistoso \| \| 7. \| 15 de junio de 2015 \| Valparaíso \| Bolivia \| 2-3 \| Derrota \| Copa América 2015 \| \| 8. \| 19 de junio de 2015 \| Rancagua \| México \| 2-1 \| Victoria \| Copa América 2015 \| \| 9. \| 8 de septiembre de 2015 \| Quito \| Honduras \| 2-0 \| Victoria \| Amistoso \| \| 10. \| 13 de octubre de 2015 \| Quito \| Bolivia \| 2-0 \| Victoria \| Eliminatorias al Mundial Rusia 2018 \| \| 11. \| 12 de noviembre de 2015 \| Quito \| Uruguay \| 2-1 \| Victoria \| Eliminatorias al Mundial Rusia 2018 \| \| 12. \| 17 de noviembre de 2015 \| Puerto Ordaz \| Venezuela \| 3-1 \| Victoria \| Eliminatorias al Mundial Rusia 2018 \| \| 13. \| 25 de mayo de 2016 \| Dallas \| Estados Unidos \| 0-1 \| Derrota \| Amistoso \| \| 14. \| 4 de junio de 2016 \| Pasadena \| Brasil \| 0-0 \| Empate \| Copa América Centenario \| \| 15. \| 8 de junio de 2016 \| Glendale \| Perú \| 2-2 \| Empate \| Copa América Centenario \| \| 16. \| 4 de junio de 2016 \| Pasadena \| Haití \| 4-0 \| Victoria \| Copa América Centenario \| \| 17. \| 10 de noviembre de 2016 \| Montevideo \| Uruguay \| 1-2 \| Derrota \| Eliminatorias al Mundial Rusia 2018 \| \| 18. \| 8 de junio de 2017 \| Boca Ratón \| Venezuela \| 1-1 \| Empate \| Amistoso \| \| 19. \| 13 de junio de 2017 \| Harrison \| El Salvador \| 3-0 \| Victoria \| Amistoso \| \| 20. \| 31 de agosto de 2017 \| Porto Alegre \| Brasil \| 0-2 \| Derrota \| Eliminatorias al Mundial Rusia 2018 \| \| 21. \| 5 de septiembre de 2017 \| Quito \| Perú \| 1-2 \| Derrota \| Eliminatorias al Mundial Rusia 2018 \| \| 22. \| 4 de junio de 2021 \| Porto Alegre \| Brasil \| 0-2 \| Derrota \| Eliminatorias al Mundial Catar 2022 \| |                         |                  |                |           |           |                                     |
| N.° | Fecha                   | Ciudad           | Rival          | Resultado | Resultado | Competencia                         |
| 1. | 9 de septiembre de 2014 | East Rutherford  | Brasil         | 0-1       | Derrota   | Amistoso                            |
| 2. | 9 de septiembre de 2014 | Miami            | Bolivia        | 4-0       | Victoria  | Amistoso                            |
| 3. | 10 de octubre de 2014   | Connecticut      | Estados Unidos | 1-1       | Empate    | Amistoso                            |
| 4. | 14 de octubre de 2014   | Harrison         | El Salvador    | 1-5       | Victoria  | Amistoso                            |
| 5. | 3 de junio de 2015      | Ciudad de Panamá | Panamá         | 1-1       | Empate    | Amistoso                            |
| 6. | 6 de junio de 2015      | Guayaquil        | Panamá         | 4-0       | Victoria  | Amistoso                            |
| 7. | 15 de junio de 2015     | Valparaíso       | Bolivia        | 2-3       | Derrota   | Copa América 2015                   |
| 8. | 19 de junio de 2015     | Rancagua         | México         | 2-1       | Victoria  | Copa América 2015                   |
| 9. | 8 de septiembre de 2015 | Quito            | Honduras       | 2-0       | Victoria  | Amistoso                            |
| 10. | 13 de octubre de 2015   | Quito            | Bolivia        | 2-0       | Victoria  | Eliminatorias al Mundial Rusia 2018 |
| 11. | 12 de noviembre de 2015 | Quito            | Uruguay        | 2-1       | Victoria  | Eliminatorias al Mundial Rusia 2018 |
| 12. | 17 de noviembre de 2015 | Puerto Ordaz     | Venezuela      | 3-1       | Victoria  | Eliminatorias al Mundial Rusia 2018 |
| 13. | 25 de mayo de 2016      | Dallas           | Estados Unidos | 0-1       | Derrota   | Amistoso                            |
| 14. | 4 de junio de 2016      | Pasadena         | Brasil         | 0-0       | Empate    | Copa América Centenario             |
| 15. | 8 de junio de 2016      | Glendale         | Perú           | 2-2       | Empate    | Copa América Centenario             |
| 16. | 4 de junio de 2016      | Pasadena         | Haití          | 4-0       | Victoria  | Copa América Centenario             |
| 17. | 10 de noviembre de 2016 | Montevideo       | Uruguay        | 1-2       | Derrota   | Eliminatorias al Mundial Rusia 2018 |
| 18. | 8 de junio de 2017      | Boca Ratón       | Venezuela      | 1-1       | Empate    | Amistoso                            |
| 19. | 13 de junio de 2017     | Harrison         | El Salvador    | 3-0       | Victoria  | Amistoso                            |
| 20. | 31 de agosto de 2017    | Porto Alegre     | Brasil         | 0-2       | Derrota   | Eliminatorias al Mundial Rusia 2018 |
| 21. | 5 de septiembre de 2017 | Quito            | Perú           | 1-2       | Derrota   | Eliminatorias al Mundial Rusia 2018 |
| 22. | 4 de junio de 2021      | Porto Alegre     | Brasil         | 0-2       | Derrota   | Eliminatorias al Mundial Catar 2022 |

### Goles internacionales
| \| N.° \| Fecha \| Lugar \| Oponente \| Gol \| Resultado \| Resultado \| Competencia \| \| --- \| ----------------------- \| ------------------------------------------------- \| -------- \| --- \| --------- \| --------- \| ----------- \| \| 1. \| 9 de septiembre de 2014 \| Lockhart Stadium, Fort Lauderdale, Estados Unidos \| Bolivia \| 2–0 \| 4–0 \| Victoria \| Amistoso \| |                         |                                                   |          |     |           |           |             |
| N.° | Fecha                   | Lugar                                             | Oponente | Gol | Resultado | Resultado | Competencia |
| 1. | 9 de septiembre de 2014 | Lockhart Stadium, Fort Lauderdale, Estados Unidos | Bolivia  | 2–0 | 4–0       | Victoria  | Amistoso    |

## Estadísticas

### Clubes
Actualizado al último partido disputado el 19 de agosto de 2025.
| Club                              | Div.                | Temporada           | Liga  | Liga  | Liga   | Regional     | Regional     | Regional     | Copas nacionales | Copas nacionales | Copas nacionales | Copas internacionales | Copas internacionales | Copas internacionales | Total | Total | Total  |
| Club                              | Div.                | Temporada           | Part. | Goles | Asist. | Part.        | Goles        | Asist.       | Part.            | Goles            | Asist.           | Part.                 | Goles                 | Asist.                | Part. | Goles | Asist. |
| --------------------------------- | ------------------- | ------------------- | ----- | ----- | ------ | ------------ | ------------ | ------------ | ---------------- | ---------------- | ---------------- | --------------------- | --------------------- | --------------------- | ----- | ----- | ------ |
| C. A. River Plate Argentina       | 2.ª                 | 2011-12             | —     | —     | —      | —            | —            | —            | 4                | 0                | 0                | 0                     | 0                     | 0                     | 4     | 0     | 0      |
| C. A. River Plate Argentina       | 1.ª                 | 2012-13             | 2     | 0     | 0      | —            | —            | —            | —                | —                | —                | —                     | —                     | —                     | 2     | 0     | 0      |
| C. A. River Plate Argentina       | Total club          | Total club          | 2     | 0     | 0      | 0            | 0            | 0            | 4                | 0                | 0                | 0                     | 0                     | 0                     | 6     | 0     | 0      |
| Barcelona S. C. · Ecuador         | 1.ª                 | 2013                | 2     | 0     | 0      | Inexistentes | Inexistentes | Inexistentes | Inexistentes     | Inexistentes     | Inexistentes     | —                     | —                     | —                     | 2     | 0     | 0      |
| Barcelona S. C. · Ecuador         | Total club          | Total club          | 2     | 0     | 0      | 0            | 0            | 0            | 0                | 0                | 0                | 0                     | 0                     | 0                     | 2     | 0     | 0      |
| C. A. Banfield Argentina          | 2.ª                 | 2013-14             | 38    | 4     | 2      | Inexistentes | Inexistentes | Inexistentes | —                | —                | —                | Inexistentes          | Inexistentes          | Inexistentes          | 38    | 4     | 2      |
| C. A. Banfield Argentina          | 1.ª                 | 2014                | 9     | 2     | 1      | 2            | 1            | 0            | —                | —                | —                | —                     | —                     | —                     | 11    | 3     | 1      |
| C. A. Banfield Argentina          | 1.ª                 | 2015                | 25    | 3     | 4      | 2            | 1            | 0            | —                | —                | —                | 3                     | 1                     | 0                     | 30    | 5     | 4      |
| C. A. Banfield Argentina          | Total club          | Total club          | 72    | 9     | 7      | 4            | 2            | 0            | 0                | 0                | 0                | 3                     | 1                     | 0                     | 79    | 12    | 7      |
| Atlético Mineiro · Brasil         | 1.ª                 | 2016                | 17    | 6     | 4      | 7            | 1            | 1            | 7                | 2                | 1                | 9                     | 1                     | 2                     | 40    | 10    | 8      |
| Atlético Mineiro · Brasil         | 1.ª                 | 2017                | 30    | 3     | 8      | 4            | 1            | 2            | 8                | 5                | 1                | 17                    | 0                     | 7                     | 59    | 9     | 18     |
| Atlético Mineiro · Brasil         | 1.ª                 | 2018                | 31    | 8     | 6      | 6            | 1            | 0            | 1                | 0                | 0                | 13                    | 2                     | 3                     | 51    | 11    | 9      |
| Atlético Mineiro · Brasil         | 1.ª                 | 2019                | 0     | 0     | 0      | —            | —            | —            | 3                | 1                | 4                | 3                     | 1                     | 2                     | 6     | 2     | 6      |
| Atlético Mineiro · Brasil         | Total club          | Total club          | 78    | 17    | 18     | 17           | 3            | 3            | 19               | 8                | 6                | 42                    | 4                     | 14                    | 156   | 32    | 41     |
| Corinthians · Brasil              | 1.ª                 | 2020                | 13    | 1     | 4      | —            | —            | —            | 2                | 0                | 0                | —                     | —                     | —                     | 15    | 1     | 4      |
| Corinthians · Brasil              | 1.ª                 | 2021                | 7     | 1     | 1      | 3            | 0            | 0            | 2                | 0                | 0                | —                     | —                     | —                     | 12    | 1     | 1      |
| Corinthians · Brasil              | Total club          | Total club          | 20    | 2     | 5      | 3            | 0            | 0            | 4                | 0                | 0                | 0                     | 0                     | 0                     | 27    | 2     | 5      |
| Fluminense · Brasil               | 1.ª                 | 2021                | 22    | 1     | 2      | 5            | 0            | 0            | 2                | 0                | 0                | 9                     | 0                     | 2                     | 38    | 1     | 4      |
| Fluminense · Brasil               | Total club          | Total club          | 22    | 1     | 2      | 5            | 0            | 0            | 2                | 0                | 0                | 9                     | 0                     | 2                     | 38    | 1     | 4      |
| Independiente Argentina           | 1.ª                 | 2022                | 15    | 2     | 1      | Inexistentes | Inexistentes | Inexistentes | 5                | 2                | 2                | 2                     | 0                     | 0                     | 22    | 4     | 3      |
| Independiente Argentina           | 1.ª                 | 2023                | 14    | 0     | 0      | Inexistentes | Inexistentes | Inexistentes | 1                | 0                | 1                | 0                     | 0                     | 0                     | 15    | 0     | 1      |
| Independiente Argentina           | Total club          | Total club          | 29    | 2     | 1      | 0            | 0            | 0            | 6                | 2                | 3                | 2                     | 0                     | 0                     | 37    | 4     | 4      |
| América Mineiro · Brasil          | 1.ª                 | 2023                | 12    | 0     | 1      | 0            | 0            | 0            | 0                | 0                | 0                | 0                     | 0                     | 0                     | 12    | 0     | 1      |
| América Mineiro · Brasil          | Total club          | Total club          | 12    | 0     | 1      | 0            | 0            | 0            | 0                | 0                | 0                | 0                     | 0                     | 0                     | 12    | 0     | 1      |
| Santos F. C. · Brasil             | 2.ª                 | 2024                | 3     | 0     | 0      | 11           | 1            | 0            | 0                | 0                | 0                | —                     | —                     | —                     | 14    | 1     | 0      |
| Santos F. C. · Brasil             | Total club          | Total club          | 3     | 0     | 0      | 11           | 1            | 0            | 0                | 0                | 0                | 0                     | 0                     | 0                     | 14    | 1     | 0      |
| Paysandú S. C. · Brasil           | 2.ª                 | 2024                | 11    | 0     | 4      | 0            | 0            | 0            | 0                | 0                | 0                | —                     | —                     | —                     | 11    | 0     | 4      |
| Paysandú S. C. · Brasil           | Total club          | Total club          | 11    | 0     | 4      | 0            | 0            | 0            | 0                | 0                | 0                | 0                     | 0                     | 0                     | 11    | 0     | 4      |
| Independiente del Valle · Ecuador | 1.ª                 | 2025                | 17    | 3     | 4      | —            | —            | —            | 0                | 0                | 0                | 9                     | 0                     | 0                     | 26    | 3     | 4      |
| Independiente del Valle · Ecuador | Total club          | Total club          | 17    | 3     | 4      | 0            | 0            | 0            | 0                | 0                | 0                | 9                     | 0                     | 0                     | 26    | 3     | 4      |
| Total en su carrera               | Total en su carrera | Total en su carrera | 268   | 34    | 42     | 40           | 6            | 3            | 31               | 10               | 9                | 69                    | 5                     | 16                    | 408   | 55    | 70     |
| 1. 2. 3. 4.                       |                     |                     |       |       |        |              |              |              |                  |                  |                  |                       |                       |                       |       |       |        |

### Selección
Actualizado al último partido disputado el 4 de junio de 2021.
| Selección                | Año   | Amistosos | Amistosos | Sudamericano | Sudamericano | Copa América | Copa América | Eliminatorias | Eliminatorias | Mundial | Mundial | Total | Total |
| Selección                | Año   | Part.     | Goles     | Part.        | Goles        | Part.        | Goles        | Part.         | Goles;        | Part.   | Goles   | Part. | Goles |
| ------------------------ | ----- | --------- | --------- | ------------ | ------------ | ------------ | ------------ | ------------- | ------------- | ------- | ------- | ----- | ----- |
| Ecuador sub-20 · Ecuador | 2011  | 0         | 0         | 7            | 1            | -            | -            | -             | -             | 4       | 0       | 11    | 1     |
| Ecuador sub-20 · Ecuador | Total | 0         | 0         | 7            | 1            | 0            | 0            | 0             | 0             | 4       | 0       | 11    | 1     |
| Ecuador · Ecuador        | 2013  | 0         | 0         | -            | -            | -            | -            | -             | -             | -       | -       | 0     | 0     |
| Ecuador · Ecuador        | 2014  | 3         | 1         | -            | -            | -            | -            | -             | -             | -       | -       | 3     | 1     |
| Ecuador · Ecuador        | 2015  | 3         | 0         | -            | -            | 2            | 0            | 3             | 0             | -       | -       | 8     | 0     |
| Ecuador · Ecuador        | 2016  | 1         | 0         | -            | -            | 2            | 0            | 3             | 0             | -       | -       | 6     | 0     |
| Ecuador · Ecuador        | 2017  | 2         | 0         | -            | -            | -            | -            | 2             | 0             | -       | -       | 4     | 0     |
| Ecuador · Ecuador        | 2018  | 0         | 0         | -            | -            | -            | -            | 0             | 0             | -       | -       | 0     | 0     |
| Ecuador · Ecuador        | 2019  | 0         | 0         | -            | -            | 0            | 0            | 0             | 0             | -       | -       | 0     | 0     |
| Ecuador · Ecuador        | 2020  | 0         | 0         | -            | -            | -            | -            | 0             | 0             | -       | -       | 0     | 0     |
| Ecuador · Ecuador        | 2021  | 0         | 0         | -            | -            | 0            | 0            | 1             | 0             | -       | -       | 1     | 0     |
| Ecuador · Ecuador        | 2022  | 0         | 0         | -            | -            | -            | -            | 0             | 0             | 0       | 0       | 0     | 0     |
| Ecuador · Ecuador        | 2023  | 0         | 0         | -            | -            | -            | -            | 0             | 0             | -       | -       | 0     | 0     |
| Ecuador · Ecuador        | Total | 9         | 1         | 0            | 0            | 4            | 0            | 9             | 0             | 0       | 0       | 22    | 1     |
| Total                    | Total | 9         | 1         | 7            | 1            | 4            | 0            | 9             | 0             | 4       | 0       | 33    | 2     |

## Palmarés

### Campeonatos regionales
| Título             | Club             | País         | Año  |
| ------------------ | ---------------- | ------------ | ---- |
| Campeonato Mineiro | Atlético Mineiro | Minas Gerais | 2017 |
| Campeonato Mineiro | Atlético Mineiro | Minas Gerais | 2020 |

### Campeonatos nacionales
| Título                        | Club           | País      | Año     |
| ----------------------------- | -------------- | --------- | ------- |
| Segunda División de Argentina | C. A. Banfield | Argentina | 2013-14 |

### Campeonatos internacionales
| Título                   | Club              | País      | Año  |
| ------------------------ | ----------------- | --------- | ---- |
| Copa Libertadores Sub-20 | C. A. River Plate | Argentina | 2012 |

### Distinciones individuales
| Distinción                                   | Año  |
| -------------------------------------------- | ---- |
| Mejor jugador de la Copa Libertadores Sub-20 | 2012 |
| Mejor gol de la Copa Libertadores Sub-20     | 2012 |
| Mejor jugador joven Copa Libertadores        | 2015 |
| 100 partidos con el Atlético Mineiro         | 2017 |